# Józef Musioł (polityk)
Józef Musioł właśc. Joseph Musiol (ur. 22 czerwca 1865 w Mikołowie, zm. 27 maja 1940 w Rokitnicy) –  górnośląski polityk, działacz społeczny i związkowy, sekretarz Katolickich Związków Zawodowych w Bytomiu, członek zarządu Katholische Volkspartei Górnego Śląska w latach 1918–1921, radny miasta Bytomia, poseł pruskiego Landtagu w latach 1919–1922, sekretarz i kierownik propagandy, a następnie sekretarz generalny Związku Górnoślązaków-Bund der Oberschlesier.

## Życiorys

### Do zakończenia I wojny światowej
Przyszedł na świat w rodzinie robotniczej. Po ukończeniu szkoły ludowej został robotnikiem w kopalni, następnie był kolejarzem, ostatecznie objął posadę mierniczego w górnictwie, gdzie zajął się również działalnością związkową. Równolegle zamieszkał w Bytomiu, gdzie został sekretarzem robotniczym oraz sekretarzem katolickich związków zawodowych. Działał także w katolickiej partii Centrum (Zentrum), z której ramienia został wybrany radnym miasta Bytom.

### W Związku Górnoślązaków
W styczniu roku 1919 liderzy Komitetu Górnośląskiego (Oberschlesische Komitee) – Ewald Latacz i bracia Tomasz i Jan Reginkowie założyli ponadpartyjny Związek Górnoślązaków-Bund der Oberschlesier, zrzeszający członków KVP, SPD, partii „Katolika” i bezpartyjnych, działających na rzecz niepodległości Górnego Śląska. Pośród jego współzałożycieli nie zabrakło centrowych działaczy z Bytomia, który stał się główną siedzibą tej organizacji. Czołowym działaczem tej organizacji został więc sekretarz katolickich związków zawodowych i członek zarządu Katolickiej Partii Ludowej (KVP) – Józef Musioł, który 26 stycznia 1919 roku został wybrany posłem pruskiego Landtagu z ramienia KVP w okręgu 10 – Opole, obejmującym całą Rejencję Opolską (Regirungsbezirk Oppeln), czyli pruski Górny Śląsk. Po secesji braci Reginków do obozu polskiego na przełomie 1919 i 1920 roku, poseł Józef Musioł jako sekretarz i kierownik propagandy Związku Górnoślązaków stał się wiceliderem obozu „wolnokrajowców” – osobą nr 2 po Ewaldzie Lataczu, którego zastępował, gdy sytuacja wymagała przemawiania w języku polskim.
Jego działalność spowodowała, że zwolennicy niepodległości Górnego Śląska stanowili większość wśród działaczy bytomskiej grupy miejscowej Katolickiej Partii Ludowej (Katholische Volkspartei). W wyniku tego działacze grupy miejscowej Bytom, będący w opozycji do posła Józefa Musioła, utworzyli Niemiecką Katolicką Partię Ludową (Deutsche Katholische Volkspartei). Na czele tego lokalnego, bytomskiego ugrupowania stanął Galluschek, który zdecydowanie odciął się od ks. prałata Carla Ulitzki, tolerującego działalność „wolnokrajowców”. Ogłosił on postulat utrzymania państwowego status quo Prowincji Górnośląskiej oraz agresywnie skrytykował ks. Carla Ulitzkę i jego partyjnych kolegów, ogłaszając ich „zdrajcami niemczyzny”. W wyniku tego zdarzenia zarząd KVP na swym posiedzeniu 26 maja 1920 roku, w którym uczestniczył także Józef Musioł, podjął sprawę i zawnioskował ustalenie obowiązującej interpretacji Rezolucji Kędzierzyńskiej: „dążymy do samostanowienia w formie autonomii Górnego Śląska, jako członu państwa niemieckiego”. W sierpniu 1920 roku niemiecka prasa i konkurencyjne partie polityczne (SPD, DDP, DNVP) oskarżały KVP o separatyzm. W odpowiedzi sekretarz generalny Erhardt wyjaśniał, że poglądy członka zarządu partii, posła Józefa Musioła – równocześnie lidera Związku Górnoślązaków, pozostającego na stanowisku prawdopodobnego oderwania się Wolnego Państwa Górnośląskiego, są odmienne od oficjalnego stanowiska zarządu KVP, próbującego ujednolicić wszystkich stronników partii, kierując ich w kierunku autonomii, jednocześnie odwodząc od innych kursów. Gliwicki „Volksstimme” – organ kierownictwa partii zadeklarował, że „zwolennicy Wolnego Państwa – Musioł i Skowronek otrzymali wprawdzie w przeszłości niewielkie przyzwolenie na głoszenie tej idei, lecz obecnie cierpliwość dla ich „poprzecznej polityki” (Quertreiberpolitik) się wyczerpała, więc partia omijając wszystkie takie działania, ludzi pokroju Musioła ze swych szeregów wyeliminuje”. Stanowisko zarządu partii stało się jasne. Działalność „wolnokrajowców” naruszała jedność partii i narażała ją na oskarżenia niemieckich nacjonalistów i socjaldemokratów o separatyzm. Z drugiej strony działalność Związku Górnoślązaków hamowała wzrost popularności obozu Wojciecha Korfantego.
18 sierpnia 1920 roku w Bytomiu odbyła się konferencja zastępców Związku Górnoślązaków-Bund der Oberschlesier, na którą przybyło 68 delegatów. Wybrano wówczas zarząd biura: przewodniczącego Józefa Musioła z Bytomia, sekretarza Hugona Kotułę (Hugo Kotullę) z Tarnowskich Gór i ławników Matonię (Mathonię) z Bytomia i Maczingę z Mikulczyc (dziś dzielnica Zabrza). Podczas zebrania w Królewskiej Hucie (dziś Chorzów-Centrum) w styczniu 1921 roku, ustosunkowując się do konfliktów pomiędzy mieszkańcami terenów plebiscytowych, spowodowanych dwoma polskimi powstaniami, Józef Musioł powiedział: „Pojednanie Górnoślązaków jest głównym zadaniem Związku”. Zadanie to znacznie utrudniał organ prasowy antypolskiego Górnośląskiego Komitetu Plebiscytowego (Das Oberschlesische Plebiszit-komitee) „Wola Ludu-Der Wille des Volkes”, który równolegle z hasłem „Górny Śląsk dla Górnoślązaków” od listopada 1920 roku, namawiał do krwawej zemsty na Polakach za zamordowanie swego założyciela Teofila Kupki.
W lutym 1921 roku kierownik propagandy Związku Górnoślązaków-Bund der Oberschlesier – Józef Musioł, równolegle poseł Katolickiej Partii Ludowej został wykluczony z jej zarządu, właśnie z powodu działalności niepodległościowej. Jego partyjni przeciwnicy powołując się na fakt, iż działa on na rzecz oderwania Górnego Śląska od Rzeszy, już latem roku 1920 stwierdzili, iż sprzedał się Polakom, a prasa niemiecka domagała się od niego zrzeczenia się mandatu poselskiego. Józef Musioł natychmiast zripostował, iż nie został wybrany przez gazety, lecz przez katolickich Górnoślązaków, w tym tysiące „wolnokrajowców” i tylko oni mogą pozbawić go mandatu. „Bund-Związek” zdecydowanie stanął wówczas w obronie swego posła Józefa Musioła, atakowanego przez prasę niemiecką. W artykule „Kto kręci? Poseł Musioł czy jego przeciwnicy” stwierdził, że poseł do parlamentu Franciszek (Franz) Erhardt z Katowic pisze w „Oberschlesische Voksstimme” (nr 203 z sierpnia): „[…] Katolicka partia ludowa nie jest partią niemiecką w tym rozumieniu jak niektóre partie niemieckie tego chcą […] Aż do ogłoszenia traktatu pokojowego była myśl wolnego państwa zrozumiałą”. Dalej „Bund-Związek” komentował, że poseł Musioł został wybrany w styczniu, a traktat pokojowy ogłoszono dopiero w maju. Górnośląscy wyborcy nie pozbawili Józefa Musioła mandatu, a wręcz przeciwnie w roku 1921 wybrali kierownika propagandy Związku Górnoślązaków-Bund der Oberschlesier na kolejną kadencję do pruskiego Landtagu w okręgu wyborczym 9 – Górny Śląsk.
13 lutego 1921 roku w Gliwicach odbyła się III Konferencja delegatów Związku Górnoślązaków-Bund der Oberschlesier, w której wzięło udział 337 delegatów, reprezentujących 198 grup miejscowych. Konferencji przewodniczył sekretarz związkowy – poseł Józef Musioł, pod którego przewodnictwem grupa miejscowa Bytom urosła do 12 tys. członków (dane z 19.09.1920.), stając się najliczniejszą w szeregach całego ugrupowania „wolnokrajowców”. W imieniu zjazdu delegatów Związku Górnoślązaków-Bund der Oberschlesier „przyjęto z pogardą” wiadomość o usunięciu posła Musioła z zarządu Katolickiej Partii Ludowej (Katholische Volkpartei), a jednocześnie w imieniu tysięcy jego wyborców wyrażono mu wotum zaufania.

### Plebiscyt
W marcu roku 1921 działacze Związku Górnoślązaków-Bund der Oberschlesier wysłali swoją delegację, najpierw 14 marca do Warszawy, a następnie 16 marca do Berlina, w celu zorientowania się u władz obydwu państw, jakie stanowiska prezentują wobec niepodzielności i autonomii Górnego Śląska w ramach tych państw. Ostatecznie na kilka dni przed plebiscytem Józef Musioł, jako kierownik propagandy Związku Górnoślązaków-Bund der Oberschlesier, publicznie poparł opcję niemiecką, nie narzucając jednak tego stanowiska swoim członkom i sympatykom oraz akcentując przy tym bardzo wyraźnie niepodzielność Górnego Śląska, niezależnie od tego, kto zwycięży w plebiscycie. 17 marca propolska „Oberschlesische Grenzzeitung”, opublikowała oświadczenie posła Musioła, które było wymuszone jego równoległą przynależnością do Katolickiej Partii Ludowej (Katholische Volkspartei), dążącej do autonomii Górnego Śląska w ramach Rzeszy, marginalizując skrzydło separatystów w swych szeregach. Tym sposobem Józef Musioł wykazał absurdalność oskarżeń niemieckiej prasy, twierdzącej iż sprzedał się on Polakom oraz separatystycznej, choć wyraźnie proniemieckiej „Woli Ludu – der Wille des Volkes”, która wymieniała Związek Górnoślązaków-Bund der Oberschlesier, obok „Górnośląskiej Partii Narodowej (Oberschlesische Volkspartei)” pośród organizacji stworzonych przez Polaków w celach plebiscytowych. Popieranie dążeń Niemiec do zachowania status quo nie było celem „wolnokrajowców”, więc jego sekretarz Józef Musioł nawet nie opublikował tego oświadczenia na łamach „Bund-Związek”. Z pewnością publiczne oświadczenie sekretarza Związku Górnoślązaków-Bund der Oberschlesier przyczyniło się do ukierunkowania na opcję niemiecką, jakiejś nieznacznej grupy niezdecydowanych, lecz jakiekolwiek próby oszacowania jej liczebności bez jakichkolwiek przesłanek merytorycznych są niemożliwe. Natomiast „Bund-Związek” do końca (13 i 20 marca) w odezwach Pobudka do głosowania namawiał swych czytelników do wzięcia udziału w plebiscycie i głosowania zgodnie z własnymi przekonaniami, by wymieszanie głosów uniemożliwiło podział Górnego Śląska.
Plebiscyt, który odbył się 21 marca 1921 roku wygrali Niemcy (59,6% głosów), zażądali zatem pozostawienia całego terytorium plebiscytowego w ich państwie. W kwietniu dwaj liderzy bytomskiej grupy miejscowej Katolickiej Partii Ludowej (Katholische Volkspartei): poseł Józef Musioł – sekretarz Związku Górnoślązaków-Bund der Oberschlesier i adwokat Henryk Skowronek (Heinrich Skowronek) oraz tarnogórski redaktor naczelny „Bund-Związek” – ks. Wiktor Durynek, wydali oświadczenie, domagając się od przedstawicieli mocarstw zgody na utworzenie niepodległej Republiki Górnośląskiej, argumentując to sporym wymieszaniem głosów polskich i niemieckich. Jednak z taką argumentacją nie zgodziła się strona francuska, popierająca roszczenia Polski, więc alianci postanowili dokonać podziału terytorium plebiscytowego pomiędzy Polskę i Niemcy. W kwietniu 1921 roku agencja East Express Telegraph donosiła z Bytomia, że sprawę niepodległości Górnego Śląska prowadzą Skowronek, Musioł, Durynek i Napieralski, a ten ostatni uczestniczy we wszystkich konferencjach wielkiego przemysłu z niepodległościowcami i podjął się rokowań z rządem polskim na ten temat. 12 kwietnia na łamach „Katolika” Adam Napieralski wydał oświadczenie, w którym wyparł się uczestnictwa w takich konferencjach. Potwierdził natomiast, że na prywatną prośbę tych trzech zwolenników wolnego państwa górnośląskiego, podjął się mediacji pomiędzy nimi a władzami Polski. W tym momencie Carl Ulitzka uznał, iż należy zlikwidować wewnątrzpartyjne podziały i szarganie wizerunku KVP wśród niemieckiej opinii publicznej przez niepotrzebnych już po plebiscycie bytomskich separatystów. Jak donosiła „Germania” nr 228 (2.05.1921), uchwałą zarządu KVP z kwietnia 1921 roku, Musioła i Skowronka (Skowronnka) usunięto z szeregów partii, a nową grupę miejscową Bytom, miał utworzyć, wywodzący się z Raciborza, poseł Reichstagu – Konstantin Zawadski, jako tymczasowy przewodniczący grupy. Wskutek III powstania śląskiego w granice Polski wcielono część terenów, gdzie opcja polska przegrała (powiat lubliniecki 47%, Katowice 15%, Królewska Huta 25%, Tarnowskie Góry 15%, większość innych miast), choć z drugiej strony również w granicach Niemiec pozostały terytoria, gdzie zwolennicy Polski znaleźli się w większości (powiat strzelecki 50,7%).

### Po podziale Ślaska
W październiku 1921 roku ks. Wiktor Durynek zrezygnował z funkcji redaktora naczelnego „Bund-Związek”. Jego obowiązki przejęli Józef Musioł i bytomski architekt Bruno Petzel – były członek poznańskiej NRL, który opuścił obóz polski i zasilił szeregi górnośląskich „wolnokrajowców”. Wskutek problemów finansowych Związku Górnoślązaków-Bund der Oberschlesier od marca 1922 roku, jego organ prasowy ukazywał się nieregularnie, by ostatecznie ulec likwidacji w maju tego samego roku. Po rezygnacji Ewalda Latacza, prawdopodobnie podczas zjazdu, odbytego w grudniu 1921, Józef Musioł przejął kierownictwo nad całym ugrupowaniem „wolnokrajowców” i po podziale Górnego Śląska stał na jego czele w granicach niemieckiej Prowincji Górnośląskiej, do której terenu działalność ta się ograniczała. Podczas kampanii referendalnej Związek Górnoślązaków-Bund der Oberschlesier nie miał możliwości do propagowania swego zdania. Dzięki temu obóz polski stał się jedyną siłą polityczną, publicznie opowiadającą się za pełną autonomizacją Górnego Śląska w ramach Rzeszy. W październiku 1922 roku odbyły się wybory do pruskiego Landtagu, wskutek których swój mandat poselski utracił Józef Musioł oraz do górnośląskiego Sejmu Prowincjonalnego, którego posłem został Adam Napieralski. Ten ostatni utworzył przy „Katoliku” biuro ochrony prawnej. Jego kierownikiem został Józef Musioł, który rozsyłał kwestionariusze w sprawie dyskryminowania polskojęzycznych Górnoślązaków w kopertach z nadrukiem Związku Górnoślązaków-Bund der Oberschlesier, w którym do jego rozwiązania w roku 1924, pełnił funkcję sekretarza generalnego. Po wycofaniu się z polityki nadal zajmował się działalnością społeczną, nie tylko jako kierownik biura obrony prawnej „Katolika”, lecz również był członkiem Związku Ochrony Lokatorów i doradcą kółek rolniczych.
Zmarł na udar mózgu w wieku 74 lat w Rokitnicy.